# Lakeside (Missouri)
Pour les articles homonymes, voir Lakeside (homonymie).
Lakeside est une ville inactive du comté de Miller, dans le Missouri, aux États-Unis,. Située à l'ouest du comté, en bordure de la rivière Osage et à proximité du barrage de Bagnell, elle est incorporée en 1981. La ville s'est développée grâce à la construction du barrage, mais depuis 2010, elle n'y compte plus aucun habitant.

## Démographie
Lors du recensement de 2010, la ville ne comptait plus d'habitant et une résidence.

### Source de la traduction
- (en) Cet article est partiellement ou en totalité issu de l’article de Wikipédia en anglais intitulé « Lakeside, Missouri » (voir la liste des auteurs).